# Nesse (Hörsel)
Die Nesse ist ein 54,5 Kilometer langer Nebenfluss der Hörsel im südlichen Thüringer Becken, Thüringen. Streng genommen stellt sie einen zweiten, rechten Hauptarm der Hörsel dar, der zur Vereinigung mit der Hörsel in etwa so viel Wasser mitbringt wie diese selbst und sogar ein noch größeres Einzugsgebiet entwässert.
Die Nesse ist ein typischer Flachlandfluss mit einem durchschnittlichen Sohlgefälle von nur etwa 1,5 ‰. Nach dem Thüringer Wassergesetz hat sie den Status eines Gewässers I. Ordnung und steht damit in der Unterhaltungslast des Freistaates Thüringen.

## Name
Der Fluss wurde 1351 als Nezze erstmals urkundlich erwähnt. Nezze bedeutet im Mittelhochdeutschen „Feuchtgebiet, Nässe, Wasser“.

## Entstehung
Die Nesse entstand zum Ende der letzten Eiszeit, Geologen vermuten, dass ein aufgestauter See mit Schmelzwasser den Durchbruch nach Westen erzwungen hat. Benachbarte Flüsse gehören dem Stromgebiet der Elbe an, die Wasserscheide beider Ströme verläuft über Alacher Höhe und Bienstädter Höhe.

## Verlauf

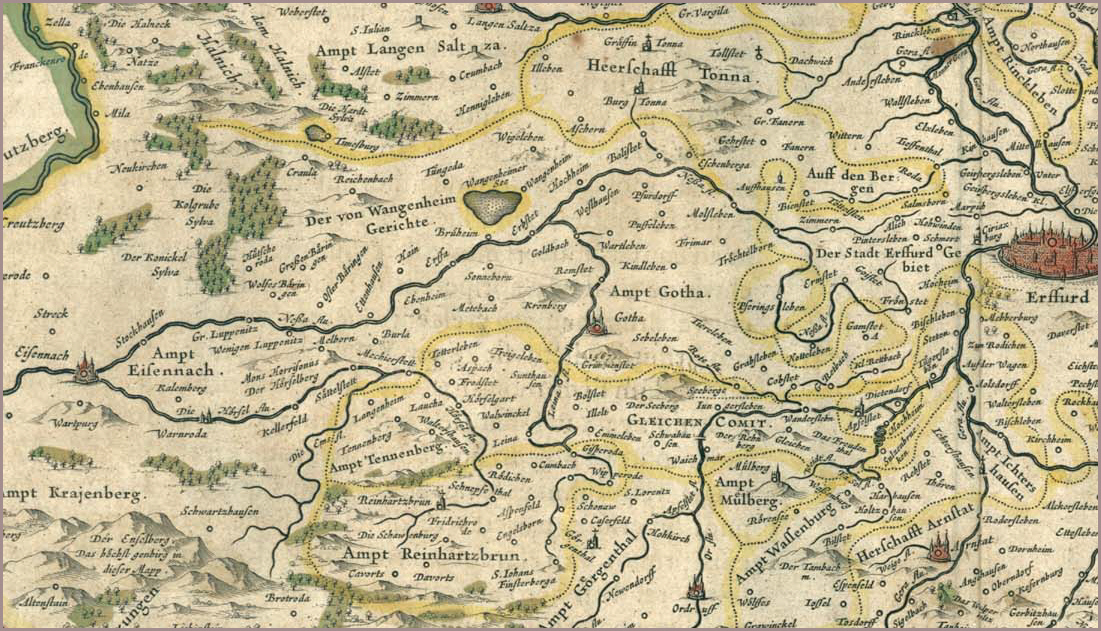
Die Landgrafschaft Thüringen um 1645 (nach Blaeu, Ausschnitt)

### Quellbereich und Oberlauf
Die Nesse entsteht durch den Zusammenfluss mehrerer Entwässerungs- und Quellgräben auf 295 m ü. NN etwa 7 km westlich von Erfurt im Stadtteil Alach, unweit des Erfurter Flughafens, und fließt dann in westliche Richtung durch den Norden des Landkreises Gotha. In Nottleben fließt ihr von rechts mit dem Mollbach ihr erster größerer Nebenfluss zu, weiter unterhalb mündende rechte Nebenbäche des Oberlaufes kommen von der Fahnerschen Höhe.

### Unterlauf
Beim ehemaligen Bahnhof von Wangenheim mündet der insbesondere vom Leinakanal gespeiste Wilde Graben von Gotha bzw. links kommend in die Nesse ein. Hier endet der Oberlauf der Nesse, der bis hierher als Gewässer 2. Klasse nach § 3 des Thüringer Wassergesetzes eingestuft ist. Bis zur Mündung ist die Nesse ein Gewässer der 1. Klasse.
Etwa ein Kilometer westlich der Ortslage Wangenheim befindet sich die vom Mittagswassergraben aus Richtung Tüngeda gespeiste Talsperre Tüngeda/Wangenheim, die etwa zwei Kilometer südöstlich in die Nesse entwässert. An ihrer Stelle existierte bis in das 18. Jahrhundert der Wangenheimer See. Dies ist der erste Zufluss aus dem Hainich. In Sonneborn mündet zweieinhalb Kilometer weiter der Arzbach von links, weitere vier Kilometer unterhalb mündet bei Friedrichswerth mit dem Bieberbach von rechts ein weiterer Hainich-Zufluss.
Unmittelbar an der Kreisgrenze des Landkreises Gotha mit dem Wartburgkreis wird das Gewässer seit 2009 von der 380 m langen Talbrücke Nessetal der Bundesautobahn 4 überspannt. Linksseitig nähert sich der Fluss den Hörselbergen, aus denen indes nur sehr kurze Bäche kommen. Hydrogeologische Untersuchungen bestätigten eine unterirdische Verbindung mit dem Hörseltal, von Ettenhausen an der Nesse bis Stockhausen speist das Hörselwasser ein Dutzend starker Karstquellen.
Im Wartburgkreis durchfließt die Nesse die Gemeinde Hörselberg-Hainich, wo in Großenlupnitz von rechts die Böber mündet, und erreicht bei Stockhausen das Gebiet der Stadt Eisenach. Als letzter Zufluss mündet der Trenkelbach beim Petersberg in die Nesse ein.

### Mündung
Der heutige Mündungspunkt der Nesse in die Hörsel wurde im Mittelalter durch den Bau des Köppinggrabens geschaffen. Dieser diente ursprünglich zur Regulierung des Wasserstandes der Hörsel. Der Köppinggraben liegt zwischen der Köppingbrücke (Weimarische Straße) und der Heinrichstraße. Nach etwa 300 m trifft der Fluss auf ein Wehr, hier zweigt von der Hörsel der Nessemühlgraben ab und leitet etwa die Hälfte des Wasservolumens in das mittelalterliche Mühlengebiet am Nord- und Westrand der Eisenacher Altstadt ab. Der ursprüngliche Mündungspunkt der Nesse ist noch auf historischem Kartenmaterial aus dem 18. Jahrhundert erkennbar: er befand sich westlich vom Eichhölzchen an der heutigen Tiefenbacher Allee. Das Gelände wurde seit dem Bau des Automobilwerks überformt.

## Nebenflüsse
Das Einzugsgebiet der Nesse umfasst mit 426,3 km² 54,4 % des Gesamteinzugsgebietes der Hörsel (784 km²) und 139,5 % des Hörseleinzugsgebietes oberhalb der Nesse-Mündung (305,6 km²). Dadurch bringt die Nesse in etwa die gleiche Wassermenge (3,14 m³/s) zur Vereinigung mit der Hörsel mit, wie diese selbst (3,11 m³/s). Alle Nesse-Zuflüsse kommen aus dem Thüringer Becken und seinen Randplatten, während ihr Vorfluter Hörsel zu größeren Teilen aus dem montanen Thüringer Wald gespeist wird.
Die Nebenflüsse der Nesse stellen größtenteils typische Flachlandbäche mit geringem Gefälle dar. Ihre Läufe sind heute weitgehend begradigt und in ein System von Entwässerungsgräben eingebunden. Die unten angegebenen Bachlängen beziehen sich jeweils in etwa auf den dauerhaft Wasser führenden Teil. Da die meisten Läufe bis dicht an die entsprechende Wasserscheide kanalisiert und ins Entwässerungssystem eingebunden sind, führen sie bei hohem Niederschlag oder Schneeschmelze temporär auf einer noch deutlich größeren Länge Wasser, sind jedoch in Trockenzeiten de facto zuweilen noch deutlich kürzer als angegeben.
Eine Pipeline vom Hörsel-Oberlauf Leina – und der (oberen) Apfelstädt aus dem System Gera/Unstrut/Saale/Elbe – zum Untersystem der Nesse bildet der Leinakanal, der bereits im Mittelalter erbaut wurde, um die Stadt Gotha mit Wasser aus dem Thüringer Wald zu versorgen, und der Nesse über den Wilden Graben zufließt. Das Einzugsgebiet des Wilden Grabens ist mit 104,6 km² kaum kleiner als das der Nesse oberhalb (131,4 km²), hinzu kommt noch das anteilige Einzugsgebiet von Leina (wird von TLUG Jena mit 20,8 km² veranschlagt) und Apfelstädt. Rein rechnerisch beträgt die Länge der Nesse über obere Leina, Leinakanal und Wilden Graben 63,5 km.
| Name                                  | Zufluss- seite | Länge [km] | Einzugs- gebiet [km²] | Mündungs- höhe [m. ü. NN] | Mündungs- ort (*: bei)       | DGKZ    |
| ------------------------------------- | -------------- | ---------- | --------------------- | ------------------------- | ---------------------------- | ------- |
| Mollbach (Ursprung im Alacher See)    | rechts         | 7,0        | 14,0                  | 285                       | Nottleben                    | 4168-1? |
| Immer (mit Talsperre Friemar)         | rechts         | 3,8        |                       | 281                       | Friemar                      | 4168-1? |
| Neußenbach                            | rechts         | 4,3        | 7,6                   | 278                       | oberh. Molschlebens          | 4168-1? |
| Attichbach                            | rechts         | 3,7        |                       | 276                       | unterh. Molschlebens         | 4168-1? |
| Eschenberger Bach                     | rechts         | 3,5        |                       | 275                       |                              | 4168-1? |
| Wingferborn                           | rechts         | 5,7        |                       | 274                       | Eschenbergen*                | 4168-1? |
| Lachgraben                            | links          | 3,0        |                       | 272                       | oberh. Bufleben-Pfullendorfs | 4168-1? |
| Krautmaßengraben                      | rechts         | 2,7        |                       | 258                       | Wangenheim*                  | 4168-1? |
| Wilder Graben (inc. Leinakanal)       | links          | 17,1       | 104,6                 | 258                       | Goldbach*                    | 4168-2  |
| Mittagswasser (mit Talsperre Tüngeda) | rechts         | 11,5       | 28,2                  | 257                       | oberh. Sonneborn-Eberstädts  | 4168-3? |
| Arzbach                               | links          | 3,5        | 14,8                  | 256                       | Sonneborn                    | 4168-4  |
| Gliemen                               | links          | 4,1        |                       | 255                       |                              | 4168-5? |
| Brüheimer Bach                        | rechts         | 2,9        |                       | 254                       |                              | 4168-5? |
| Bieberbach                            | rechts         | 8,6        | 47,5                  | 252                       | Friedrichswerth              | 4168-6  |
| Matergraben                           | rechts         | 2,3        |                       | 234                       | Wenigenlupnitz               | 4168-7? |
| Böber                                 | rechts         | 8,9        | 29,5                  | 228                       | Großenlupnitz                | 4168-8  |
| Holzbach                              | rechts         | 1,9        |                       | 225                       | Eisenach-Stockhausen         | 4168-9? |

## Ökologie und Energiegewinnung
Besonders in den 1980er Jahren war die Nesse ab der Einmündung des Wilden Grabens von einer starken Verschmutzung betroffen. Über den Wilden Graben wurden dem Fluss unzureichend behandelte Abwässer aus dem Einzugsbereich der Kläranlage Gotha zugeführt. Mit der Errichtung einer dem Stand der Technik entsprechenden Kläranlage in Gotha bis 1993 konnte die Gewässergüte entscheidend verbessert werden.
Aktive Wasserkraftanlagen befinden sich an der Nesse in den Gemarkungen Ettenhausen, Wenigenlupnitz und Großenlupnitz der Gemeinde Hörselberg-Hainich sowie in Eisenach.

## Kurioses
Nach der Nesse ist auch die Gemeinde Nesse-Apfelstädt benannt, obwohl die Nesse nur im Bereich der Gemarkungsgrenzen zwischen Gamstädt und Ermstedt und damit an der Gemeindegrenze zur Landeshauptstadt Erfurt vorbeifließt. Die Gemarkungsgrenze verläuft dabei streckenweise in der Mitte des Flusslaufes.

## Landschaftsimpressionen

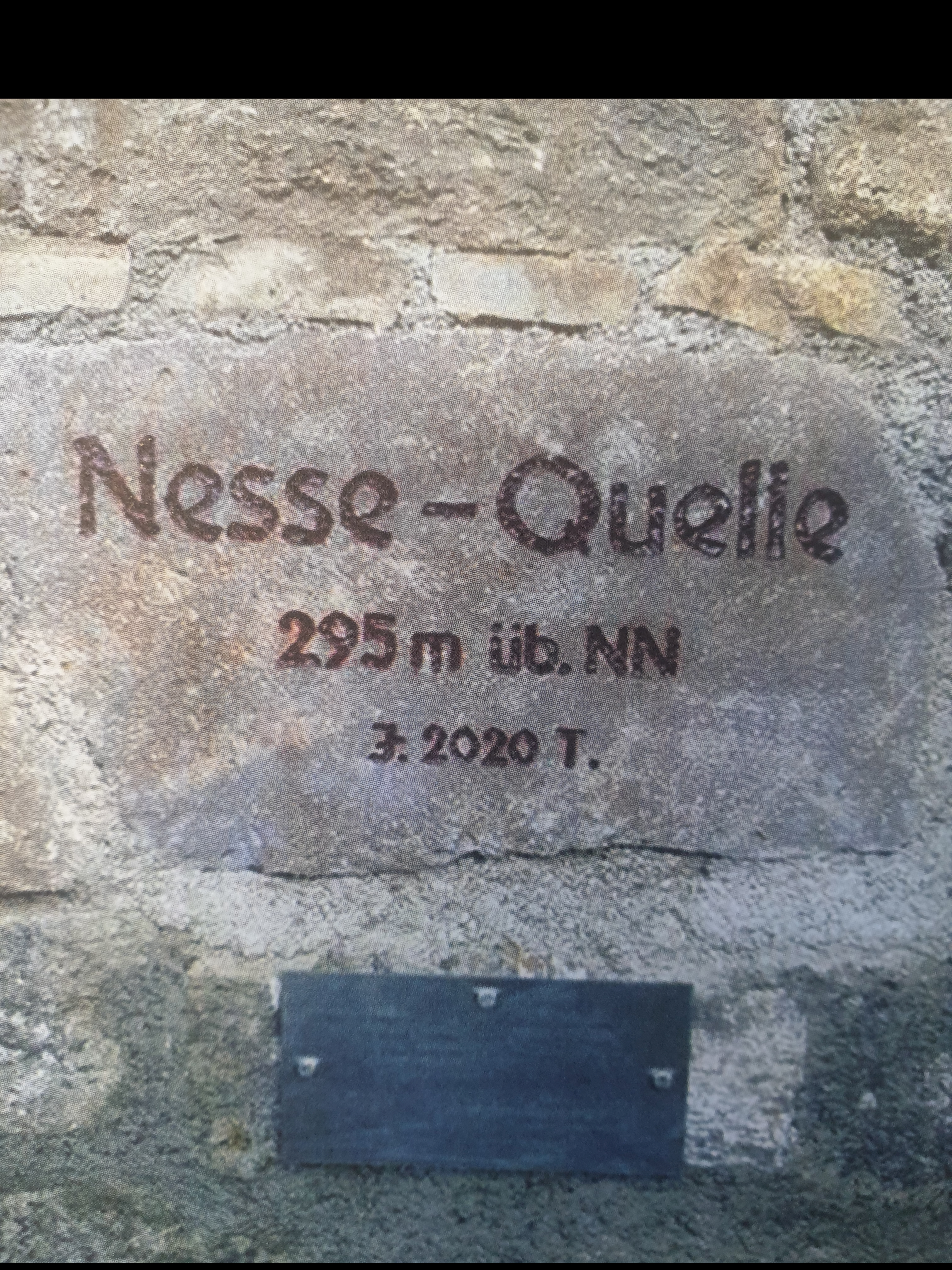
Die neue Einrahmung der Nessequelle.
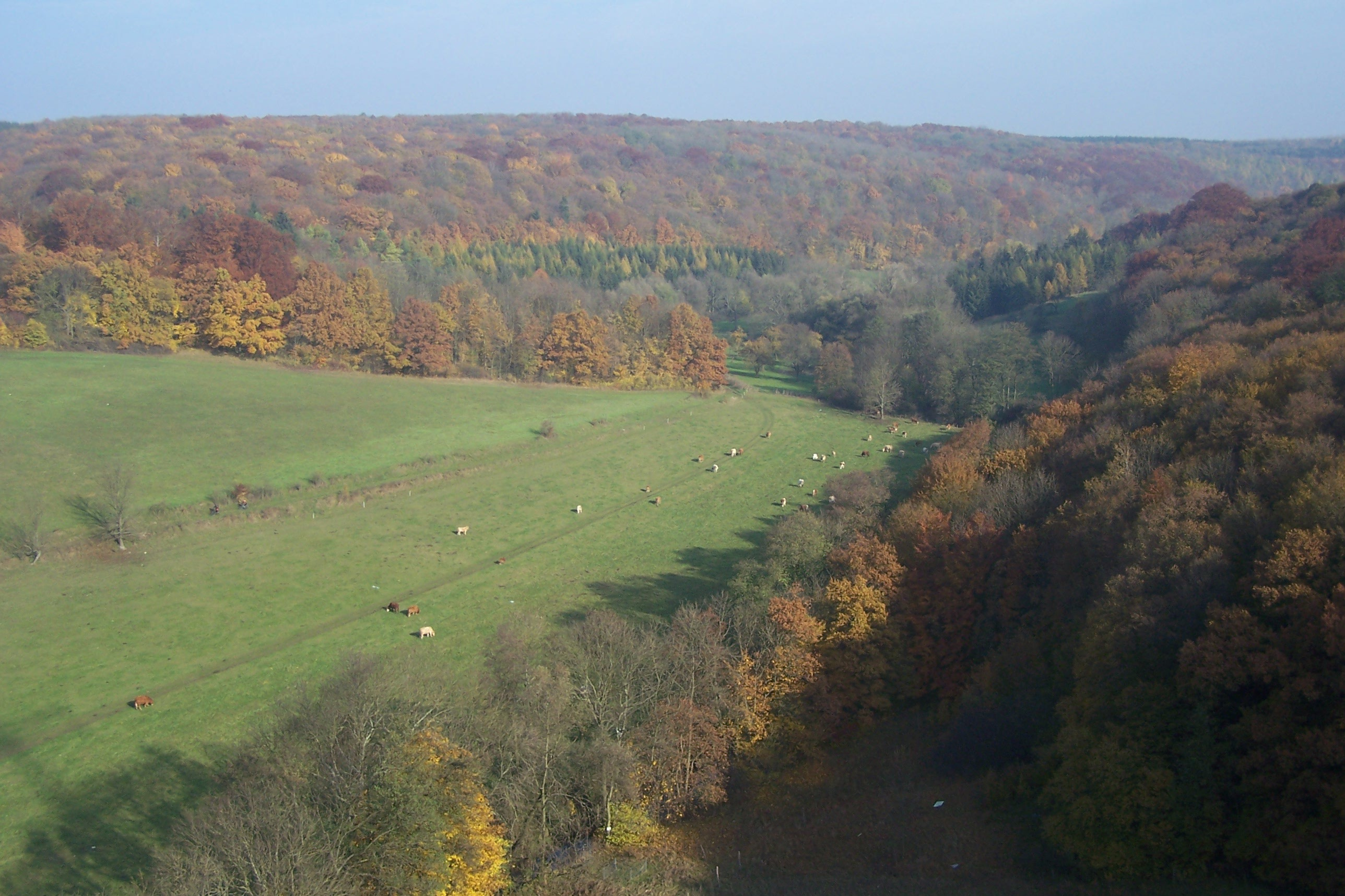
Das Nessetal bei Haina
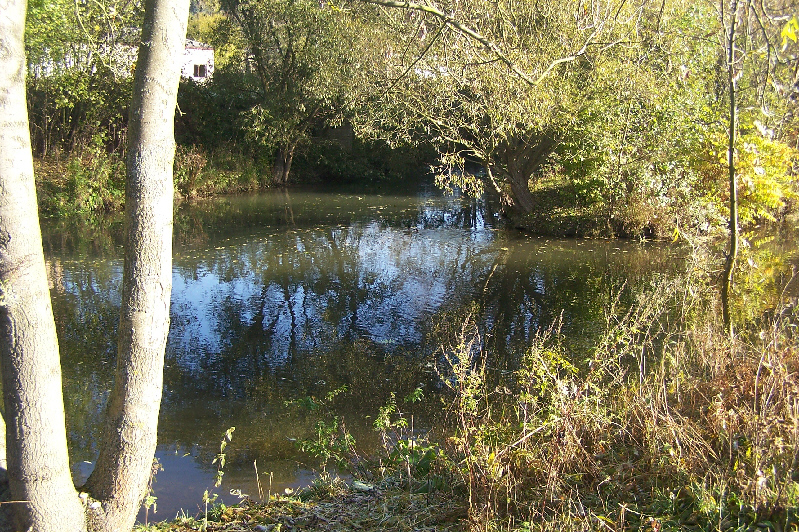
Verborgene Mündung der Nesse (von links hinten) in Eisenach in die Hörsel (von rechts)

## Galerie Mühlen

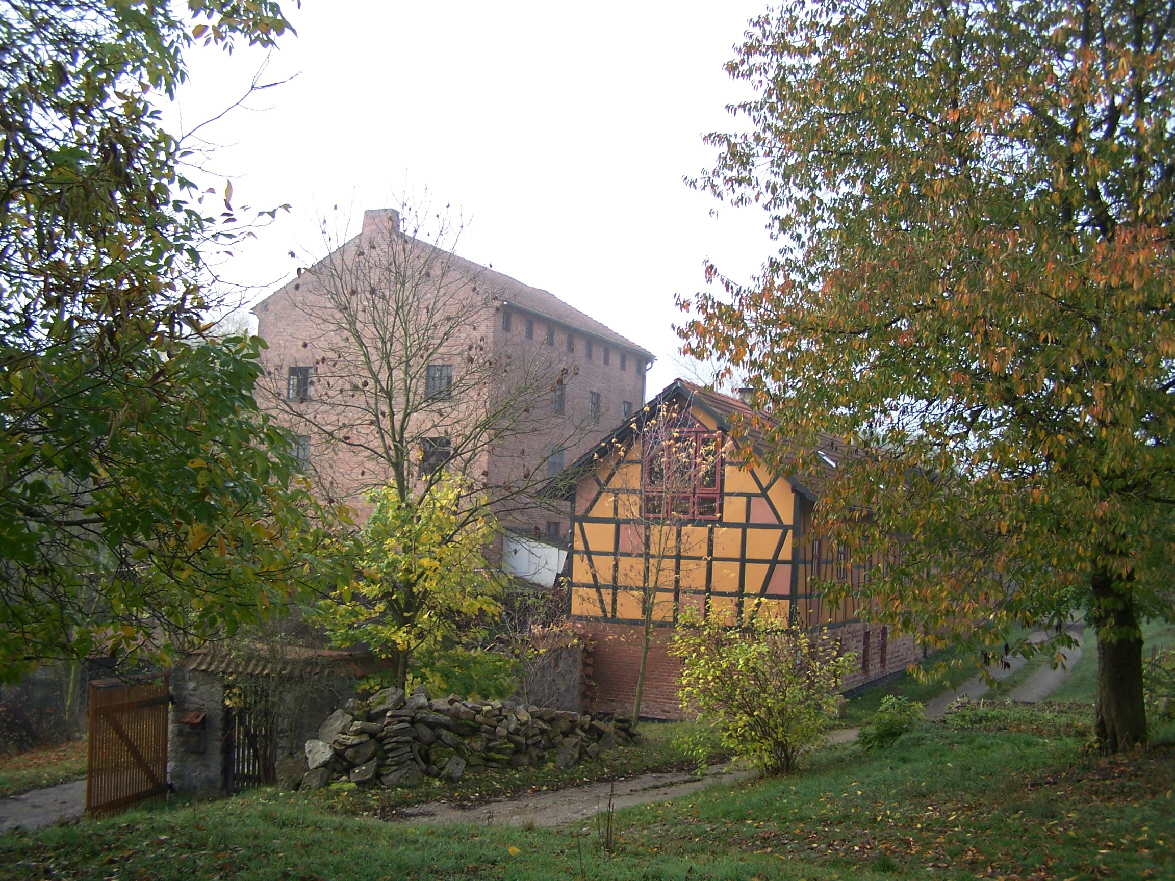
Die Klappmühle bei Melborn
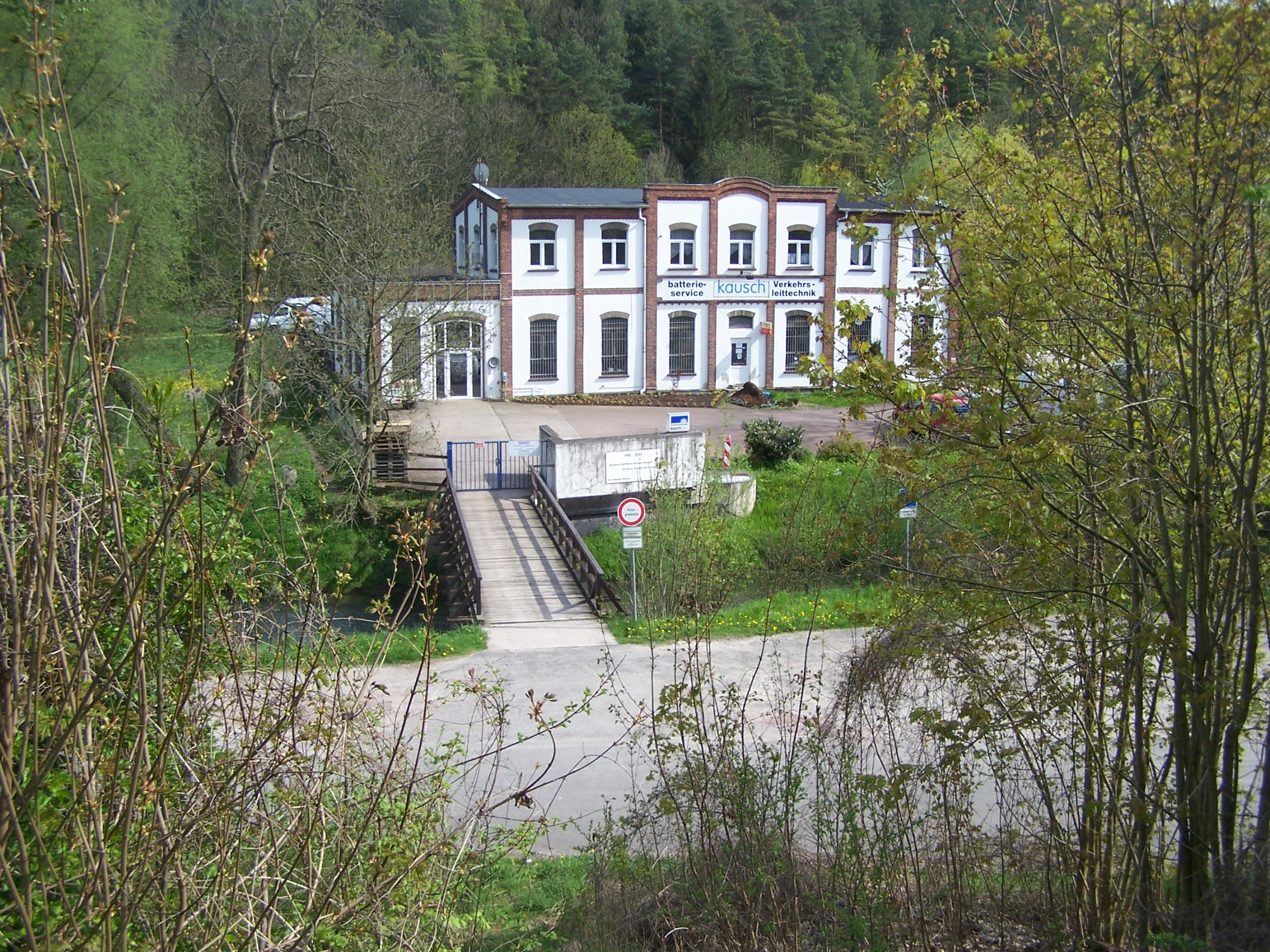
Das ehemalige Wasserkraftwerk bei Stockhausen
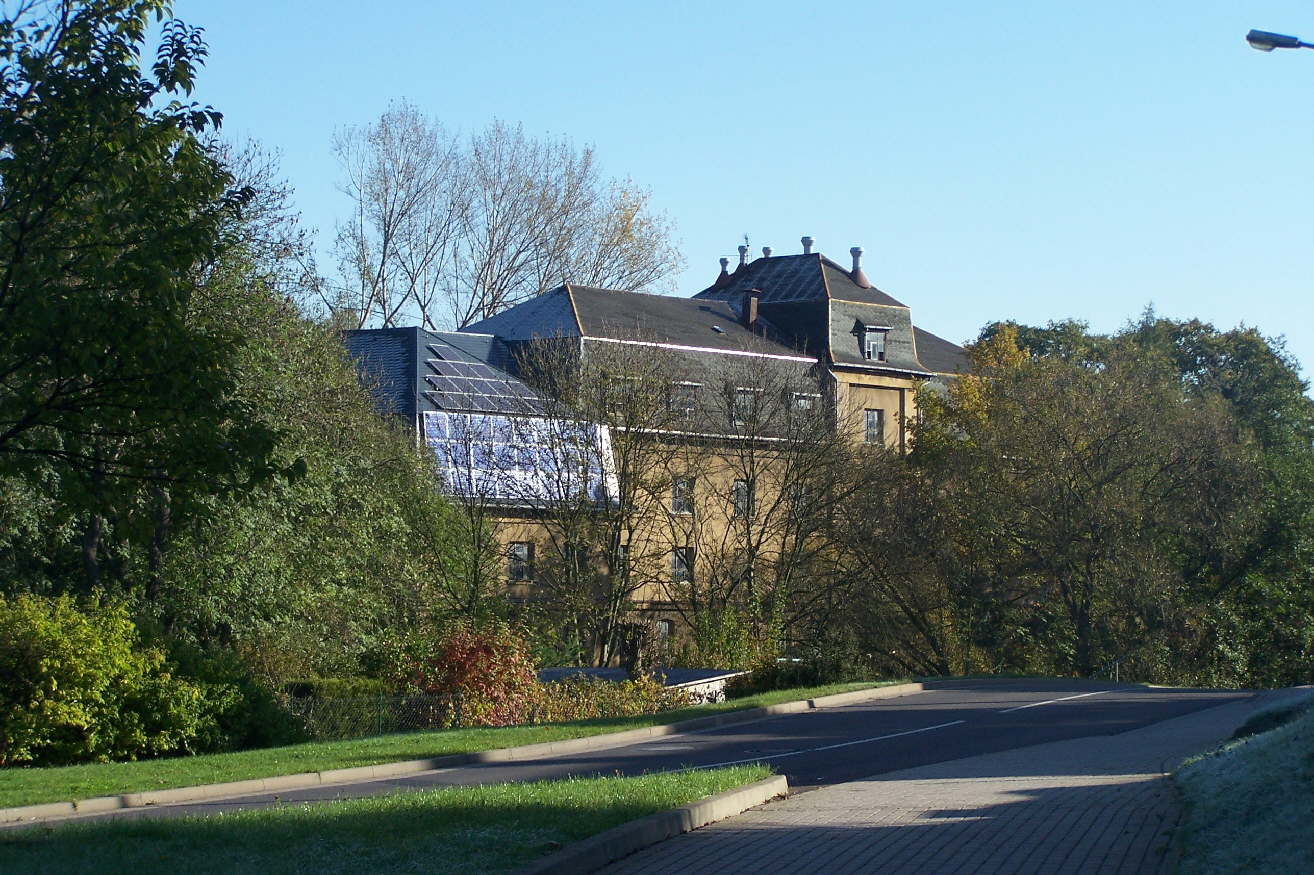
Die Nessemühle in Eisenach